# Jaulzy
Jaulzy ist eine französische Gemeinde mit 858 Einwohnern (Stand 1. Januar 2022) im Département Oise in der Region Hauts-de-France (vor 2016 Picardie). Sie gehört zum Arrondissement Compiègne und zum Kanton Compiègne-1. Die Einwohner werden Jaulziens genannt.

## Geografie
Die Gemeinde Jaulzy liegt an der Aisne, 18 Kilometer westlich von Soissons und etwa 20 Kilometer östlich von Compiègne. Umgeben wird Jaulzy von den Nachbargemeinden Attichy im Nordwesten und Norden, Bitry im Nordosten, Courtieux im Osten, Hautefontaine im Süden, Croutoy im Südwesten und Westen sowie Couloisy im Westen und Nordwesten. Durch die Gemeinde führt die Route nationale 31.

## Bevölkerungsentwicklung
| Jahr                       | 1962 | 1968 | 1975 | 1982 | 1990 | 1999 | 2006 | 2014 | 2021 |
| Einwohner                  | 516  | 537  | 491  | 539  | 732  | 811  | 945  | 913  | 864  |
| Quellen: Cassini und INSEE |      |      |      |      |      |      |      |      |      |

## Sehenswürdigkeiten

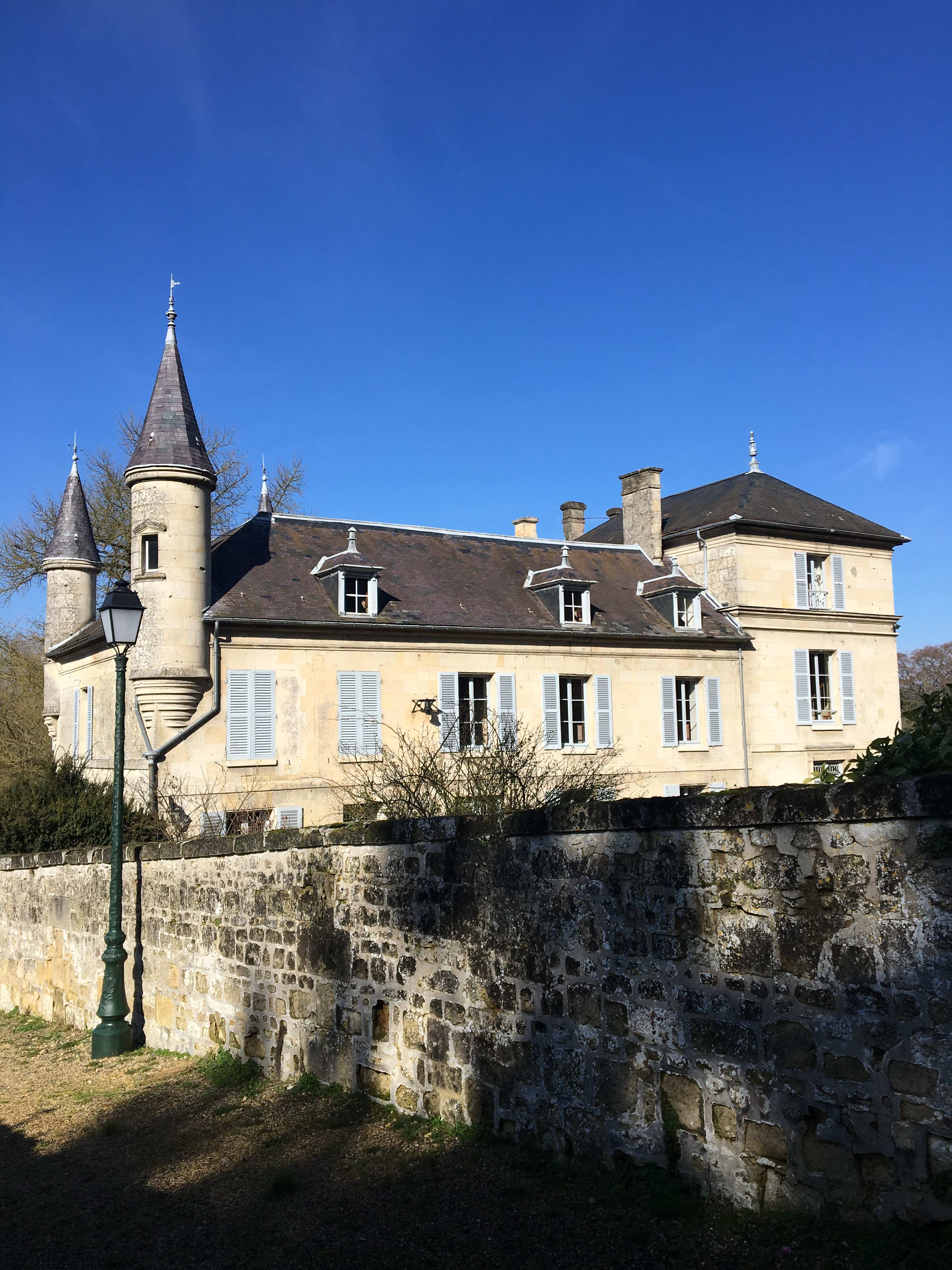
Schloss L’Ortois

- Kirche Saint-Martin
- Schloss L’Ortois
- Lavoir